# Einwohnerentwicklung von Rybnik

Stadtwappen

Dieser Artikel gibt die Einwohnerentwicklung von Rybnik tabellarisch und grafisch wieder.
Am 30. Juni 2016 betrug die Amtliche Einwohnerzahl für Rybnik 139 540. Die höchste Einwohnerzahl hatte Rybnik nach Angaben der GUS im Jahr 1997 mit 144 943 Einwohnern.
Bis ins 18. Jahrhundert blieb Rybnik ein kleines Städtchen mit weniger als tausend Einwohnern. In preußischer Zeit zogen in die Stadt auch jüdische Bewohner. Im 19. Jahrhundert wuchs die Stadt von tausend Einwohnern auf über 10.000 Einwohner im Jahr 1905. Mit der Industrialisierung und Eingemeindungen stieg die Einwohnerzahl in den 1970er Jahren über die Marke von 100.000 Einwohnern. Während in den meisten Städten der Region das Bevölkerungswachstum zur Wende stoppte, wuchs Rybnik noch bis 1997 auf seinen Höchststand, seitdem ist ein Fall der Einwohnerzahlen zu verzeichnen.

## Einwohnerentwicklung
- 1581 – 340
- 1614 – 484
- 1657 – 560
- 1725 – 680
- 1781 – 789
- 1796 – 1 190
- 1815 – 1 345 (darunter 160 Juden)
- 1830 – 1 844
- 1844 – 2 437
- 1855 – 2 907
- 1861 – 3 169 (darunter 386 Juden)
- 1885 – 4 081[1]
- 1890 – 5 156 (darunter 2 200 Polen und 351 Juden)
- 1905 – 10 445
- 1910 – 11 656
- 1939 – 30 000
- 1946 – 23 052 (Volkszählung)
- 1950 – 27 222 (Volkszählung)
- 1955 – 29 923
- 1960 – 34 099 (Volkszählung)
- 1961 – 35 200
- 1962 – 35 700
- 1963 – 36 800
- 1964 – 37 500
- 1965 – 38 178
- 1966 – 38 900
- 1967 – 38 700
- 1968 – 39 400
- 1969 – 40 300
- 1970 – 43 700 (Volkszählung)
- 1971 – 43 956
- 1972 – 44 400
- 1973 – 61 600 (Eingemeindung von Chwałowice)
- 1974 – 62 700
- 1975 – 102 951 (Eingemeindung von Boguszowice und Niedobczyce)
- 1976 – 103 500
- 1977 – 111 900
- 1978 – 114 600 (Volkszählung)
- 1979 – 118 200
- 1980 – 122 732
- 1981 – 126 722
- 1982 – 131 234
- 1983 – 133 019
- 1984 – 135 541
- 1985 – 137 612
- 1986 – 139 215
- 1987 – 140 960
- 1988 – 140 545 (Volkszählung)
- 1989 – 142 588
- 1990 – 143 980
- 1991 – 144 765
- 1992 – 143 125
- 1993 – 143 793
- 1994 – 144 020
- 1995 – 144 578
- 1996 – 144 878
- 1997 – 144 943
- 1998 – 144 582
- 1999 – 143 557
- 2000 – 143 218
- 2001 – 142 816
- 2002 – 142 742 (Volkszählung)
- 2003 – 142 272
- 2004 – 141 755
- 2005 – 141 580
- 2006 – 141 388
- 2007 – 141 080
- 2008 – 141 177
- 2009 – 141 372
- 2010 – 141 036
- 2011 – 140 944 (Volkszählung)
- 2012 – 140 789
- 2013 – 140 173
- 2014 – 140 052
- 2016 – 139 540 (30. Juni)

## Grafik
- Alterspyramide mit der Altersstruktur der Stadt für das Jahr 2014 (Frauen in blau und Männer in schwarz):

## Stadtfläche
- 1995 – 135,10 km²
- 2001 – 148,26 km²
- 2006 – 148,36 km²